# Горшорлаг
Горношорский лагерь (Горшорлаг) — в 30-е годы XX века единственный самостоятельный лагерь системы ГУЛАГ на территории Кемеровской области.

## История
Создан в 1943 из Сиблага. Ликвидирован в 1953 году.
Центр -ст. Ахпун -Темиртау (Таштагольский район).

### Официальные документы
Приказы по основной деятельности и личному составу Горшорлага находятся в архиве ИЦ ГУВД по Кемеровской области (фонд «Коллекция документов ликвидированных подразделений ОВД»). Значительная часть делопроизводственных документов и переписки не сохранилась (секретная часть, оперативная документация, документы БРИЗа, инструкции подлежали плановому уничтожению).
31 января 1941 года был издан приказ НКВД СССР «О ликвидации Горно-Шорского лагеря НКВД в связи с окончанием строительства железной дороги Мундыбаш — Таштагол».

## Производство
В 1938–1940 годах силами контингента Горшорлага осуществлялось строительство Горно-Шорской железной дороги.

## Память о узниках
Часовня в пос. Петухов Лог, Мемориальный музей Трёхречье в посёлке Усть-Кабырза.